# АЕС Кристал-Рівер
Атомна електростанція «Кристал-Рівер», яка також називається АЕС «Кристал-Рівер-3» або просто CR-3, є закритою атомною електростанцією, розташованою в Кристал-Рівер, штат Флорида. Зараз об’єкт виводиться з експлуатації та переводиться в стан SAFSTOR. Електростанція була завершена та отримала ліцензію на експлуатацію в грудні 1976 року та безпечно працювала протягом 33 років до зупинки у вересні 2009 року. Це була третьою станцією, побудованою як частина на 1900 га. Енергетичний комплекс Crystal River (CREC), який містить одну атомну електростанцію, а територію спільно використовують чотири діючі електростанції на викопному паливі.
Реактор Crystal River був відключений у вересні 2009 року для перезавантаження палива, заміни ОТГ (один раз через парогенератор) і відключення електроенергії на 20%. При підготовці захисної споруди до створення отвору для заміни двох ОТСГ було виконано розтягування кріплень у стіні захисної будівлі. Під час зняття бетону при створенні отвору робітники виявили велику щілину в бетоні стіни захисної конструкції. Основною причиною розриву, яку встановив подальший інженерний аналіз, було велике розшарування, пояснювали обсягом і послідовністю розтягування сухожилля. Спочатку завод планувалося перезапустити в квітні 2011 року, але проект зіткнувся з низкою затримок. Ремонт пройшов успішно, але в прилеглих бухтах почало відбуватися додаткове розшарування. Після кількох місяців аналізу варіантів, топ-менеджери Duke Energy оголосили в лютому 2013 року, що атомну електростанцію Crystal River буде закрито назавжди. Вугільні блоки не постраждали.

## Електростанція та захисна оболонка
Атомна електростанція Crystal River 3 була робочою потужністю 860 МВт, PWR (реакторна установка з водою під тиском). Є три основні бар'єри, які захищають населення від радіаційної небезпеки, пов'язаної з ядерними операціями. Один із цих бар’єрів відомий як будівля захисної оболонки, в якій розміщено паливо, реактор і систему охолодження реактора. Огороджувальна будівля Crystal River — це циліндрична бетонна конструкція із сталевим покриттям із пост-натягом (див: Попередньо напружений бетон) приблизно 48 метра у висоту із зовнішнім діаметром приблизно 42 метра. Контейнмент має бетонні стіни товщиною 42 дюйми, плоский фундаментний мат і неглибокий торисферичний купол. Додаткове натягування досягається шляхом використання зовнішнього ряду горизонтальних стрижнів, які безпосередньо примикають до внутрішнього масиву вертикальних кріплень, які вбудовані в стіни на відстані приблизно 15 дюймів від зовнішньої поверхні.

## Зупинення заправки, ремонт захисної оболонки та закриття
CR-3 вийшов з мережі у вересні 2009 року для RFO-16. Поки реактор не працює, старі парогенератори потрібно було замінити. У бетонних стінах купола захисної оболонки реактора є 426 сталевих жил, які зміцнюють купол. Розробник плану Sargent & Lundy вказав, що необхідно послабити 97 сухожиль. Прогрес відхилив це число як надмірне. Наступна пропозиція полягала в тому, щоб послабити 74 сухожилля, що було типово для інших атомних станцій, які проводили цю процедуру. За словами співробітника Progress, «зняття натягу сухожиль є дуже дорогим і трудомістким заходом», тому число було зменшено до 65. Progress залучив компанію Bechtel для проведення огляду третьою стороною, яка погодилася, що 65 є доречним. Однак, коли роботу було виконано, лише 27 сухожиль були послаблені, і бригадир і керівник надіслали електронні листи, сумніваючись у тому, як було послаблено сухожилля.
Грегорі Ячко, колишній голова Комісії з ядерного регулювання, заявив: «Це багатомільярдний актив, який довелося закрити через неправильне планування роботи, неправильне розуміння того, як належним чином виконати модернізацію захисної оболонки».

## Навколишнє населення
NRC визначає дві зони планування на випадок надзвичайних ситуацій навколо атомних електростанцій: зону впливу шлейфу радіусом 16 км., пов’язане в першу чергу з впливом та вдиханням радіоактивного забруднення, що передається повітрям, і зоною проковтування приблизно 80 км., пов’язаних насамперед із прийомом їжі та рідини, забрудненої радіоактивністю.

## Сейсмічний ризик
10 вересня 2006 року в 300 милях на південний захід від атомної станції стався землетрус магнітудою 5,8, рідкісний землетрус не завдав шкоди атомній електростанції Crystal River. Ймовірність того, що подібний землетрус повториться найближчим часом навколо Флориди, низька.